# 에스엘엠 (로봇기업)
에스엘엠은 2018년에 설립된(대표 박영준 (로봇공학자)) 대한민국 로봇기업이다. 에스엘엠은 수중로봇기술 전문회사로서 수중에서 선박의 선체선저부에 부착된 바이오파울링을 로봇을 이용해 제거 및 청소하는 로봇 시스템을 개발 공급하여 성장하고 있는 회사이다.  주요 제품으로는 수중 선체청소로봇, 수중검사로봇, 육상정화처리시스템 및 에너지로봇 분야의 제품 등이다.   회사의 비전 및 철학은 "사람과 자연을 위한 첨단기술(로봇기술)" 이고, 회사 구성원 모두가 한 마음으로 철학을 공유하며 미래를 준비하고 있다. 또한 에스엘엠은 고객, 주주, 협력사 및 임직원 모두를 즐겁게하는 기술을 지향하는 회사이다.

## 특허기술
특허권 - 선체 외면의 수중생물 청소/사멸 장치 및 이를 포함하는 선체 외면 청소 로봇(2019)
특허권 - 선저 청소정보 제공 시스템 및 이를 이용한 선저 청소정보 제공 방법(2019)
특허권 - 이물막힘 방지장치 및 이를 포함하는 청소로봇(2016)
특허권 - 압력센서 및 전자기파 신호 발생 노드 어레이를 통한 3차원 수중 위치 추정 방법(2018)
상표권 - CHIRO & CHIROS